# ヘートヴィヒ・ヴァイス
ヘートヴィヒ・ヴァイス（Hedwig Weiß、1860年5月25日 - 1923年）はドイツの画家、イラストレーターである。

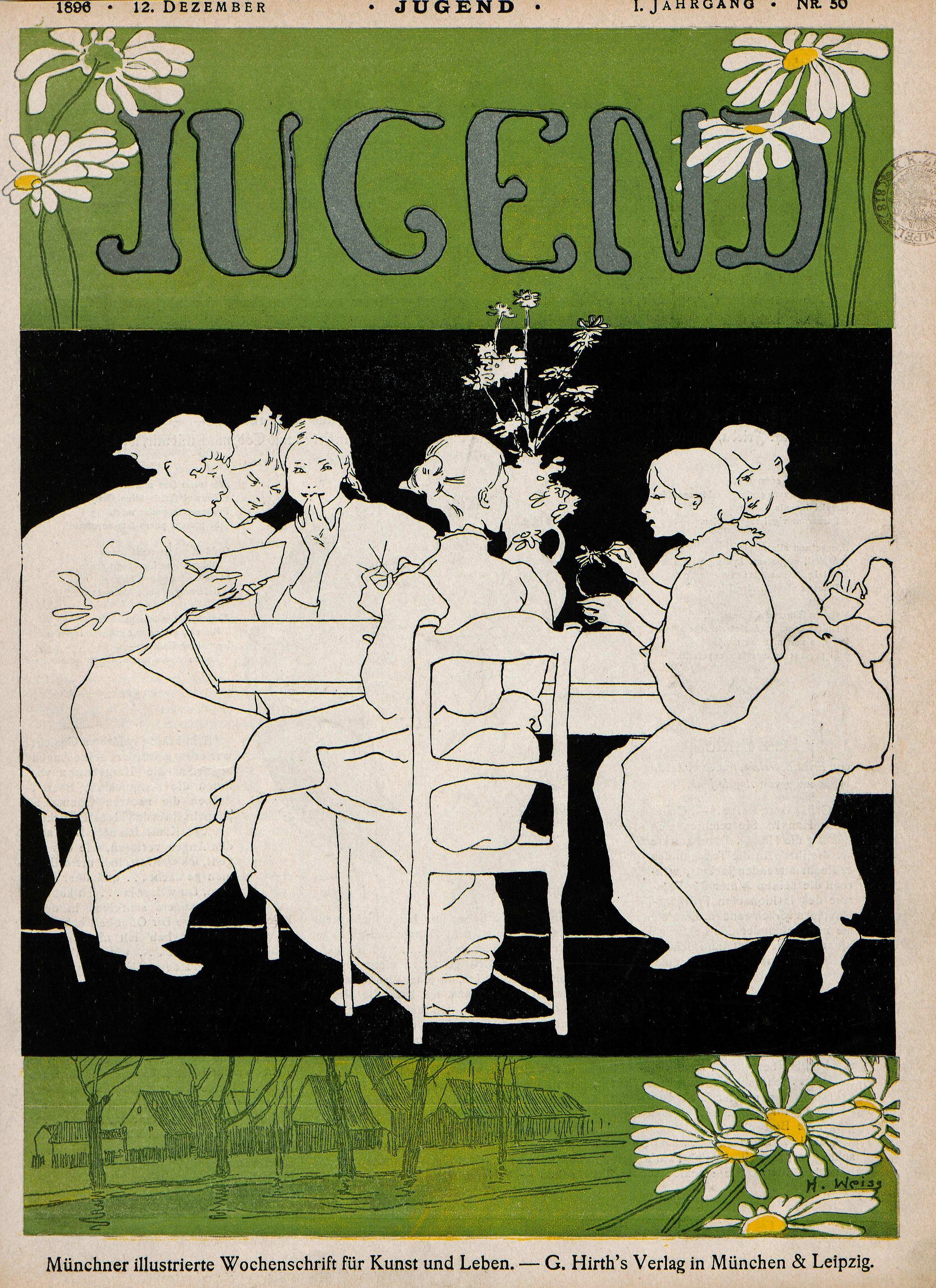
雑誌「Jugend」の表紙絵

## 略歴
ケーニヒスベルクで生まれた。父親はプロテスタントの神学者で、母親は貴族顔級の出身であった。両親は娘を画家にすることを望み、ケーニヒスベルクの版画家から絵を学ばせた。ここでは同郷で有名な画家になるケーテ・コルヴィッツも学んだ。ベルリンに移り、カール・シュタウファー＝ベルンが教える、女性のための絵画教室に入学し、知り合いだったコルヴィッツやマリア・スラヴォナ、リンダ・ケーゲルらとともに学び、生涯の友人となった。友人たちとミュンヘンに移り、ルートヴィヒ・ヘルテリッヒに学んだ。ミュンヘンでヴィルヘルム・デュールやフリッツ・フォン・ウーデの作品から影響を受けた。
1888年にポーランド出身の画家、オルガ・ボズナンスカとアトリエを共有した。ベルリンに戻り、ベルリン芸術家協会やベルリン女性画家連盟などの会員として活動した。
ベルリン分離派の展覧会には第2回の展覧会から出展し1900年から1913年の間に15回出展した。美術評論家のシェフラー(Karl Scheffler)やプレーン(Anna L. Plehn）に高く評価され、有力な画家マックス・リーバーマンから「ケーテ・コルヴィッツについで、このような才能のある女性画家を知らない」という批評を受けた。1907年にライプツィヒで開かれた第1回「ドイツ芸術家協会、グラフィック・アート展」(Graphischen Ausstellung des Deutschen Künstlerbundes)に参加した。1910年にベルリン分離派の会員になり、1914年からは「自由分離派」(Freie Secession)の展覧会に参加した。
1918年に父親が亡くなり、第一次世界大戦でのドイツの敗戦、急激なインフレーションで財産を失い、病気にもなり1923年に死去した。没後画家として忘れられ、多くの作品が失われ、その後キール大学のプロジェクトで作品の発掘や評価が行われた。

## 作品

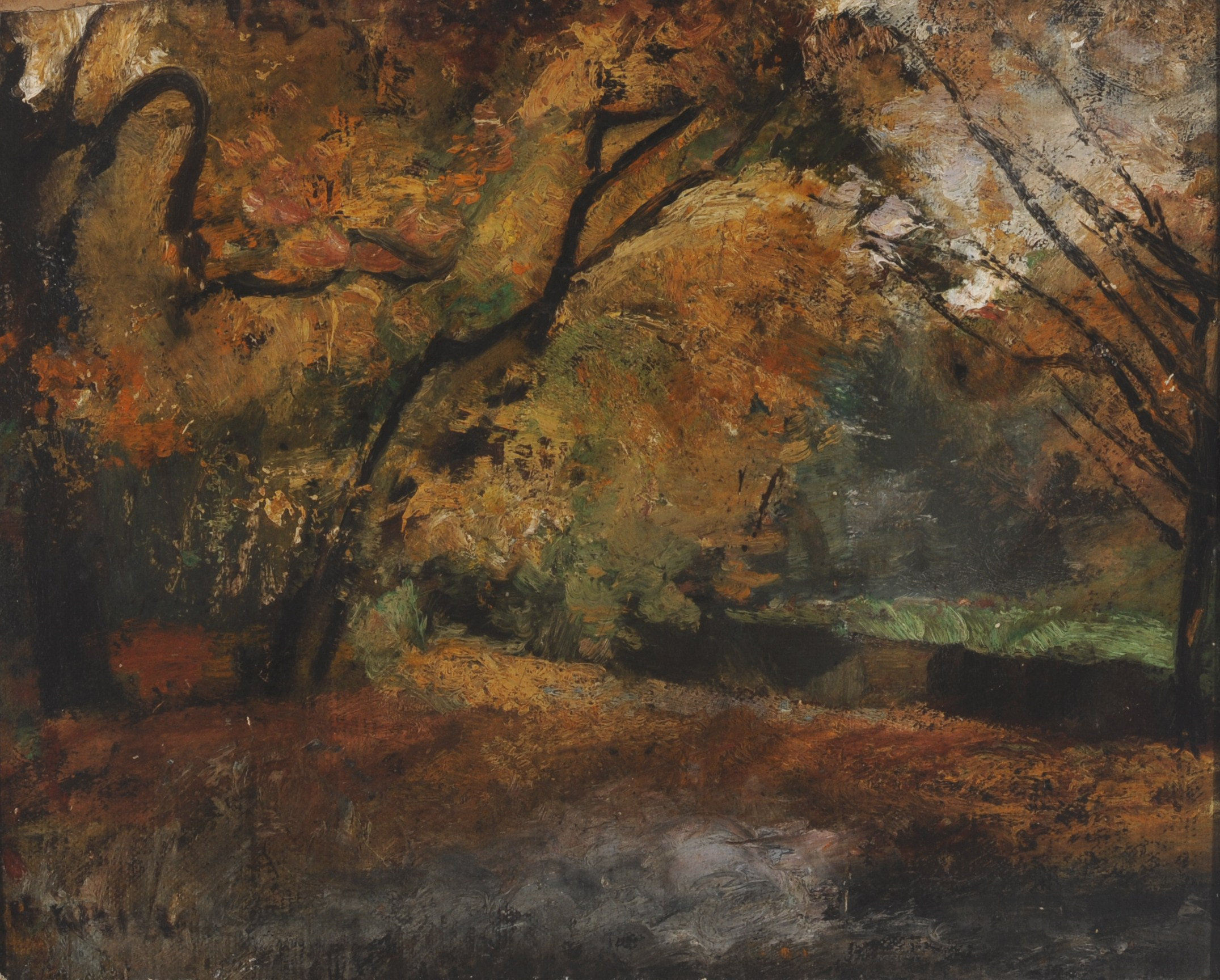
ベルリン動物園
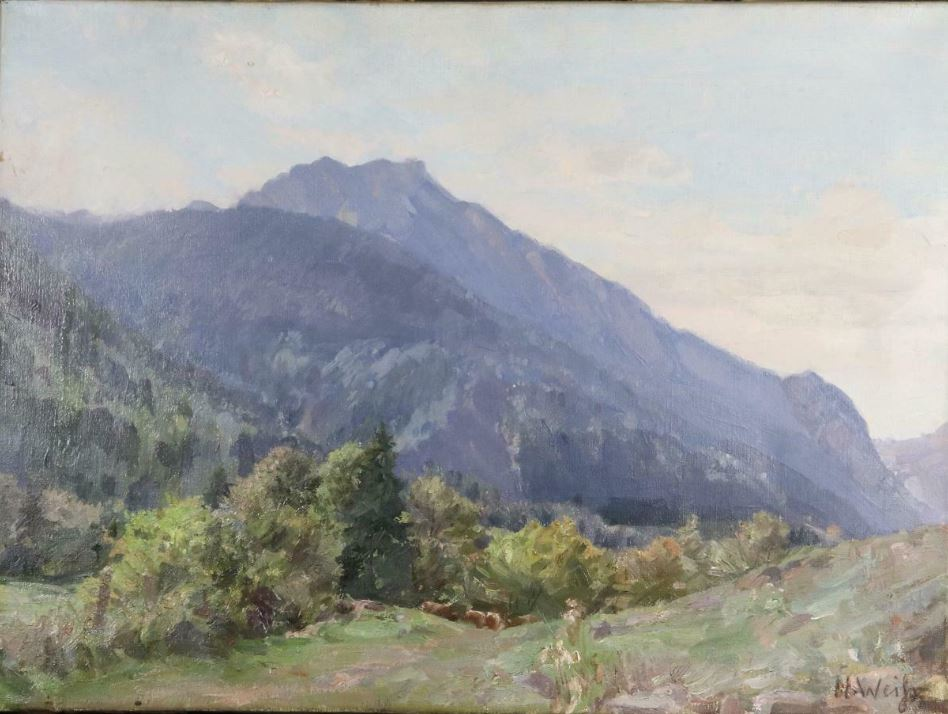
馬のいる山の風景
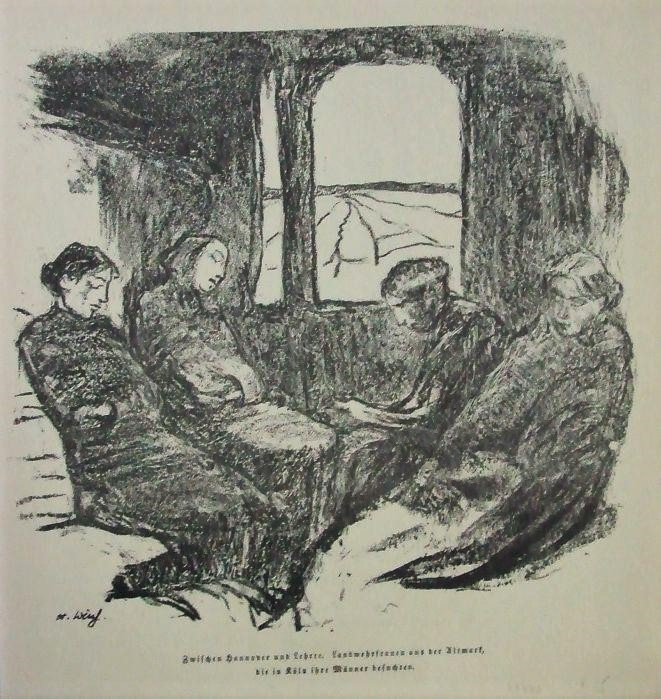
新聞の挿絵
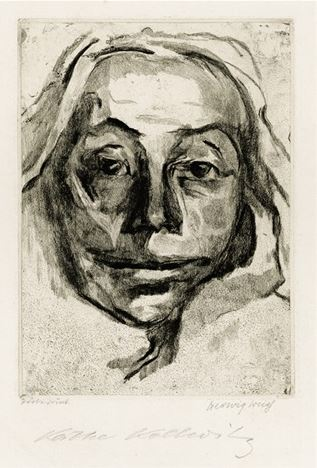
ケーテ・コルヴィッツ